# Baie de Wineglass
La baie de Wineglass (en anglais : Wineglass Bay) est une baie de la péninsule Freycinet, en Tasmanie.
1. ↑  GEOnet Names Server (base de données).